# Ford Elite
L'Elite è un'automobile prodotta da Ford nel mercato Nord Americano dal 1974 al 1976.

## Il contesto
L'Elite era basata sulla Ford Torino, ed era una coupé due porte intesa come, secondo le parole della propaganda Ford, una "vettura di medie dimensioni come da tradizione Thunderbird"(anche se era un'auto di lusso più abbordabile della Thunderbird). L'Elite era avversaria di auto come la Chevrolet Monte Carlo e la Chrysler Cordoba.
La versione del 1974, venne considerata un sottomodello della Torino; anche se pubblicizzate separatamente, la scritta laterale diceva "Gran Torino Elite" e la macchina veniva registrata come Gran Torino. Nel 1975 e 1976, l'Elite divenne completamente un modello proprio. In tutti e tre gli anni, l'auto vendette bene.
Il modello base dell'Elite era dotato di un 5,8 cm³ V8 con cambio automatico a tre rapporti, freni a disco all'anteriore, a tamburo al posteriore e servosterzo. 
Altre due motorizzazioni erano disponibili come optianal ed erano due unità V8 da 6,6 cm³ e 7,5 cm³. Su richiesta potevano anche essere installati un tetto apribile elettricamente in acciaio oppure un tetto in vetro (anch'esso apribile elettricamente). L'aria condizionata poteva essere sia manuale che automatica. Fra gli optional comparirono anche la vernice metallizzata, il cruise control, una strumentazione più dettagliata che comprendeva tachimetro, amperometro, pressione dell'olio, temperatura del liquido di raffreddamento, livello della benzina e spia della riserva.
L'Elite andò subito in pensione nel 1976 perché la Ford cambiò il listino effettuando un livellamento verso il basso dei modelli. La Thunderbird venne drammaticamente ridotta come prezzi e dimensioni nel 1977, utilizzando la vecchia piattaforma della Torino, mentre quest'ultima venne sostituita dalla Ford LTD II. In effetti, l'Elite diventò nient'altro che la nuova Thunderbird.